# Džugdžur
Džugdžur (rusky Джугджур) je pohoří v Chabarovském kraji Ruské federace. Táhne se podél pobřeží Ochotského moře od pramene řeky Učur na jihu nad Udskou zátokou po oblast pramene řeky Ulja. Délka je asi 700 km a šířka 175-200 km.

## Etymologie
Název Džugdžurského pohoří pochází z evenštiny a lze jej přeložit jako „vysoká hora bez stromů“.

## Geografie
Východní svahy hor klesají k Ochotskému moři, západní se snižují do údolí Maje. Džugdžur tvoří soustava hřebenů a masivů (například Uljinskij, Aldomskij aj.). Převládá výška 800-1200 m n. m. Nejvyšší hora Topko tvoří rozvodí mezi povodím Aldanu a Ochotským mořem.
V nadmořské výšce 836 m se nachází v horách jezero Bajkalenok, které své jméno dostalo v 60. letech 20. století pro podobnost se známějším jezerem Bajkal.

## Geologie
Džugdžur je tektonicky mladé pohoří.
Hlavní hřbet a pobřežní části Džugdžuru jsou hluboce členité. Džugdžur je tvořen krystalickými břidlicemi a vápencem.

## Flóra a fauna
Nejvyšší části hor pokrývá horská tundra, nižší části svahů jsou pokryty tajgou. V horách Džugdžur je drsné podnebí s chladnou a vlhkou zimou doprovázenou častými silnými větry. Léta jsou zde velmi vlhká. Přímořské svahy hor podléhají působení chladných větrů a mají chudý porost. Stromy jsou zakrslé. Rostou zde především modříny, břízy, kleče a olše.
V tajze žije los, kabar pižmový, hnědý medvěd, rys, hranostaj, sobol, veverka aj.

## Rezervace
V roce 1990 byla v horách vytvořena Přírodní rezervace Džugdžur o rozloze 859 956 ha, která má chránit horskou tajgu a její flóru a faunu.

## Obyvatelstvo
Oblast hor Džugdžur je velmi málo osídlená. Hory se rozkládají na ploše 167 000 km² (přibližně polovina rozlohy Německa), ale žije zde pouze 3000 obyvatel, což odpovídá 0,02 obyvatel / km². Na pobřeží a v údolích řek západně od hor se nachází pouze čtyři vesnice (Ajan, Aim, Jigda a Nelkan). Přímo v horách nejsou žádné osady.
40 % obyvatel pohoří tvoří domorodí obyvatelé ruského severu, zejména Evenkové.